# Jean Demoulins de Riols
Jean Demoulin de Riols est un homme politique français né le 15 novembre 1833 à Mimbaste (Landes) et mort le 14 décembre 1908 à Paris.

## Biographie
Médecin, il se tourne rapidement vers l'industrie pharmaceutique. Il s'intéresse également à l'agriculture, fondant de nombreux syndicats agricoles, donnant des conférences et écrivant des articles. Il est maire de Saint-Lon, conseiller général du canton de Peyrehorade de 1893 à 1898 et sénateur des Landes, inscrit au groupe de la Gauche républicaine, de 1892 à 1897.

## Sources
- « Jean Demoulins de Riols », dans le Dictionnaire des parlementaires français (1889-1940), sous la direction de Jean Jolly, PUF, 1960 [détail de l’édition]